# Veľká Vápenica
Veľká Vápenica (1691 m) – szczyt w głównym grzbiecie Tatr Kráľovohoľskich w Niżnych Tatrach na Słowacji. Wznosi się pomiędzy przełęczami Priehybka (1555 m) i Priehyba (1190 m). W kierunku północno-wschodnim tworzy grzbiet ze szczytami Medvedia i Temná, w kierunku północno-zachodnim dużo dłuższy grzbiet, który poprzez szczyt Mala Vápenica opada do doliny Ipoltica. W kierunku  południowym do miejscowości Heľpa opada grzbiet oddzielający potoki Krivuľa i Hučanské. Oprócz nich spod Wielkiej Wapienicy spływają jeszcze 4 inne potoki: Driečna, Široký potok, Medvedí potok i Vápenica.
Veľká Vápenica zbudowana jest ze skał wapiennych. Sam szczyt tworzy grupka skał. Platforma szczytowa jest płaska, trawiasta i bardzo rozległa. Dawniej była tutaj hala, obecnie teren stopniowo zaczyna zarastać borówczyskami, krzaczastymi jałowcami i kosodrzewiną. Podejście z przełęczy Priehyba przez las i kosodrzewinę jest uciążliwe (501 m różnicy wysokości), wynagradza je rozległa panorama widokowa ze szczytu.
Przez Wielką Wapienicę prowadzi  główny szlak Niżnych Tatr – Cesta hrdinov SNP. Panorama widokowa z Wielkiej Wapienicy obejmuje Tatry, Góry Stolickie, Murańską Płaninę, Ľubietovský Vepor, Góry Kremnickie, Niżne Tatry, Małą Fatrę.

## Szlak turystyczny
odcinek: Telgárt – Kráľova hoľa – Stredná hoľa – Orlová – Bartková – Ždiarske sedlo – Andrejcová – Priehybka – Veľká Vápenica – Priehyba – Kolesárová – sedlo Oravcová – Oravcová – Zadná hoľa – Ramža – Jánov grúň – Bacúšske sedlo – Sedlo za Lenovou – Czertowica – Kumštové sedlo – Králička – Schronisko Štefánika

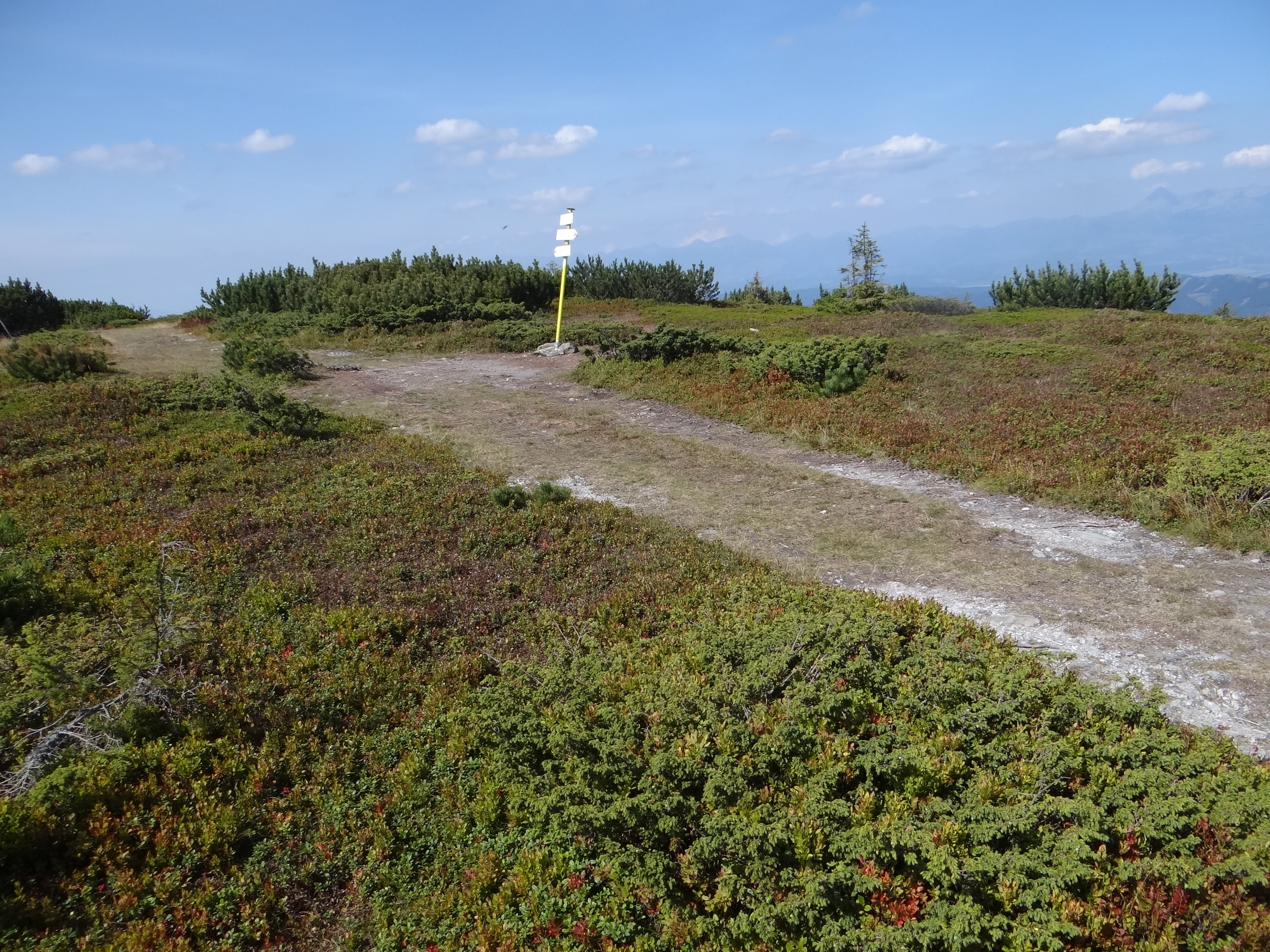
Na szczycie
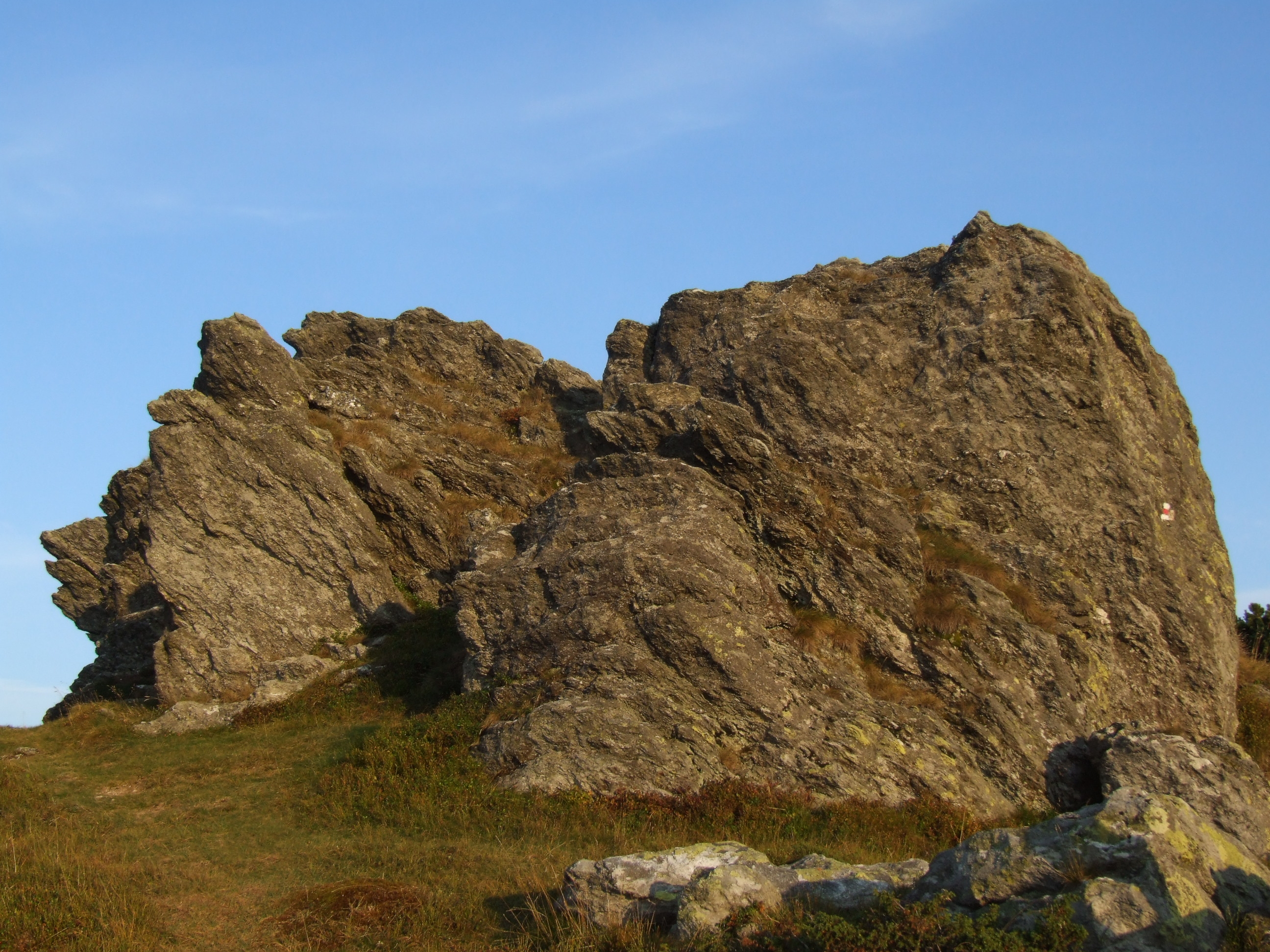
Skały na szczycie
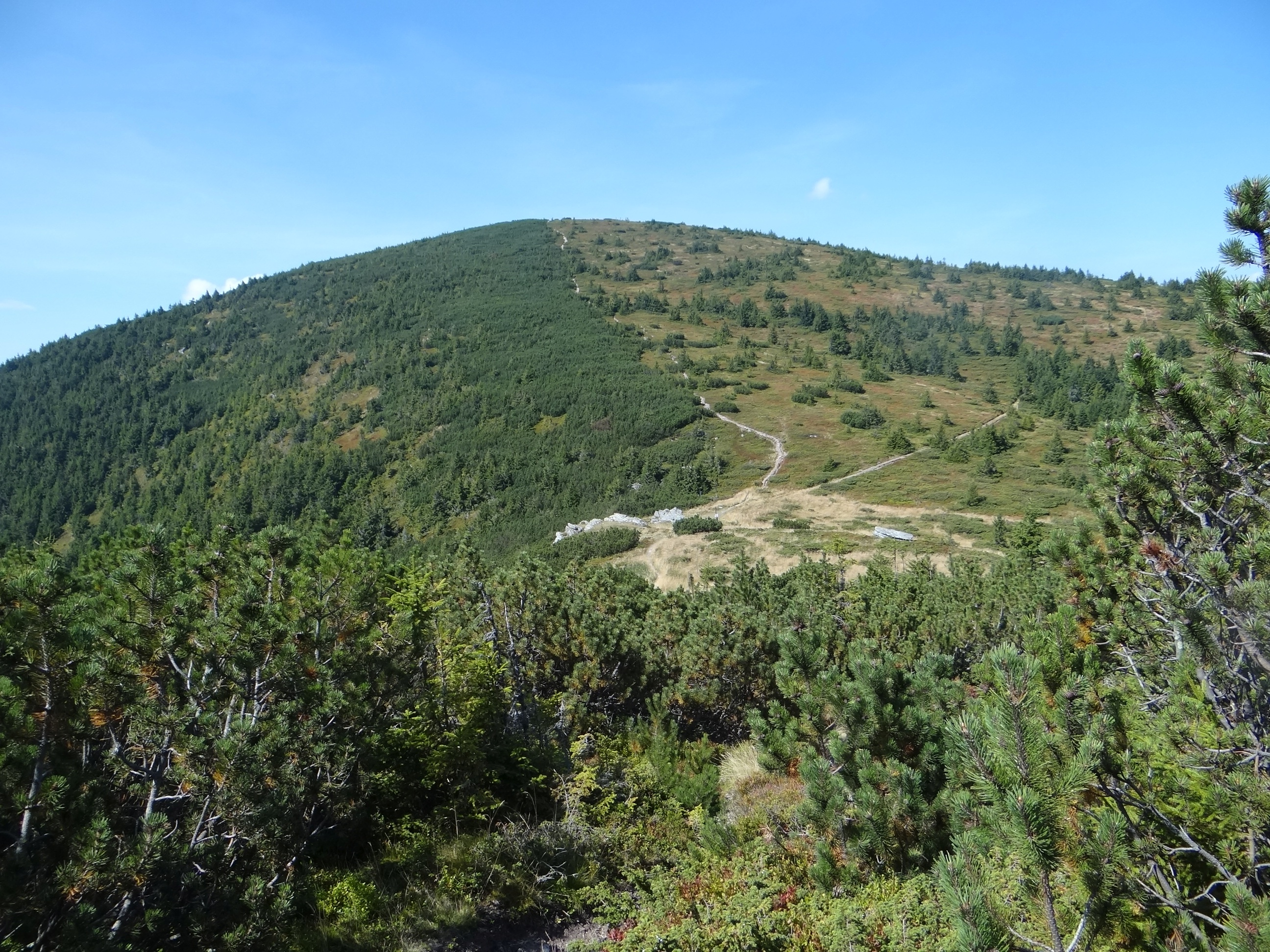
Widok na szczyt od wschodu
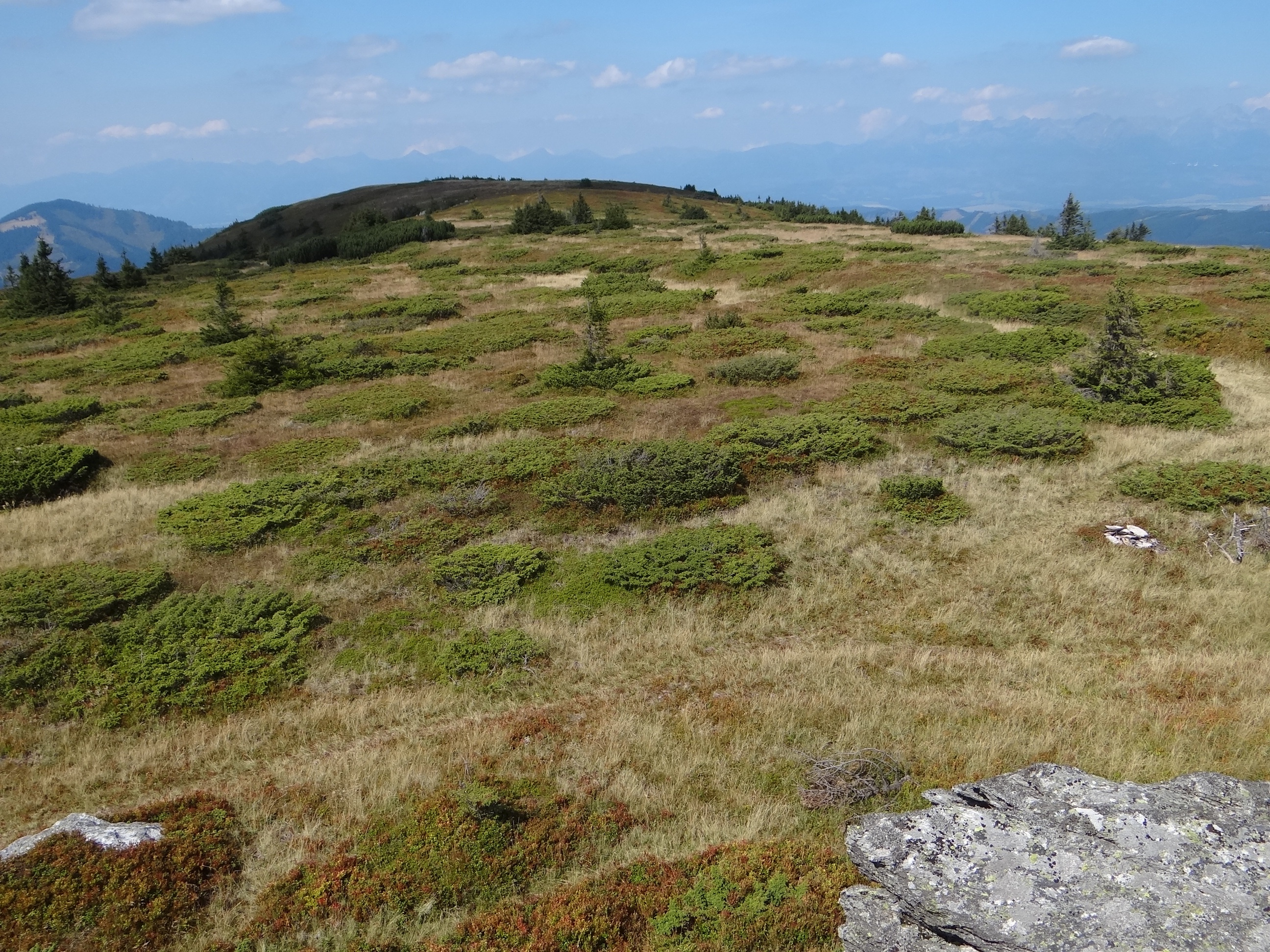
Platforma szczytowa
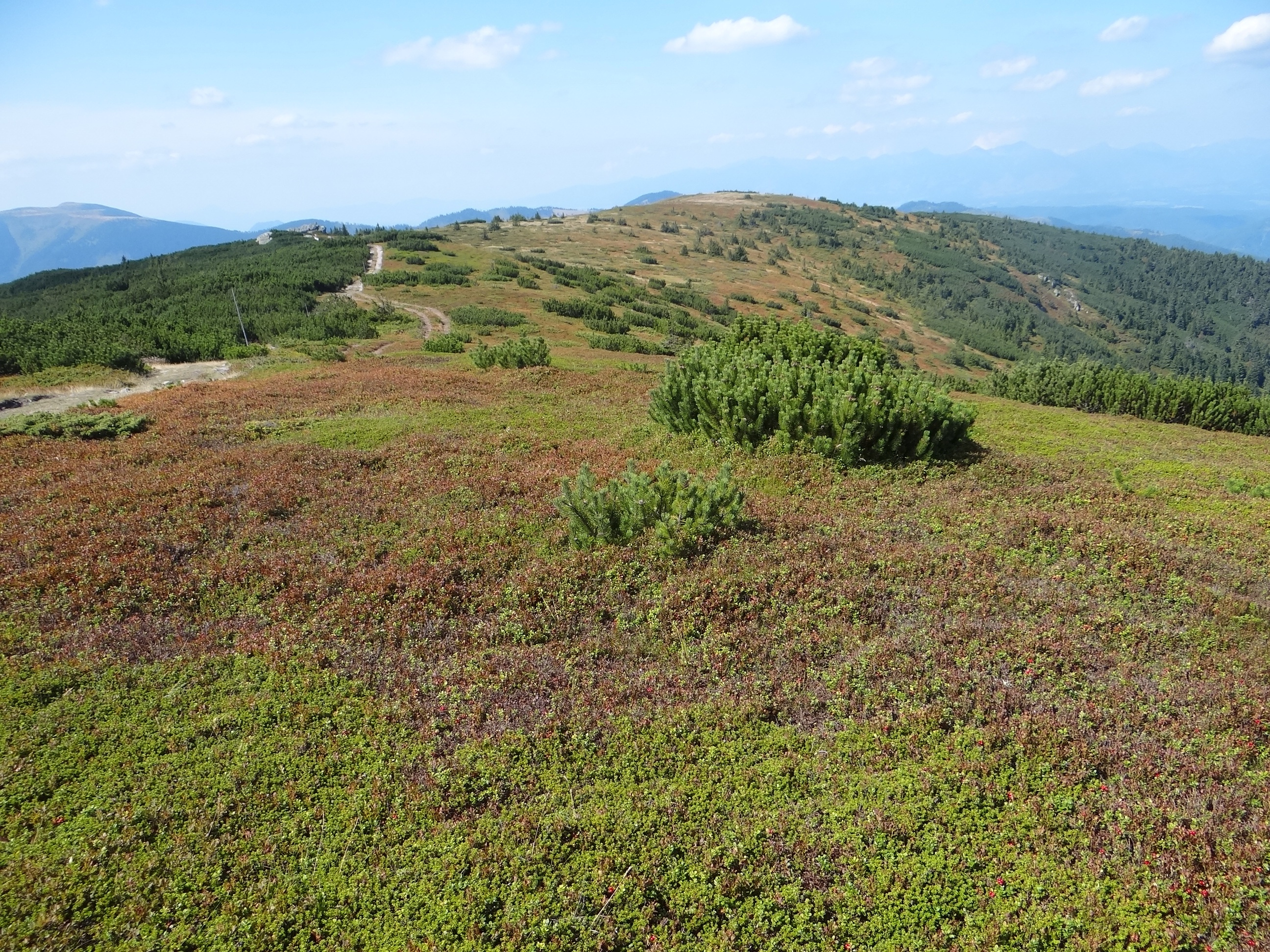
Platforma szczytowa